# Samsung Galaxy S III
Samsung Galaxy S III (GT-i9300) este un smartphone pe care rulează sistemul de operare Android. Acesta a fost anunțat pe data de 3 mai 2012 la conferința Samsung din Londra. Este succesorul lui Galaxy S II, fiind îmbunătățit la capitolul hardware și software.
S-a așteptat înainte de conferință ca telefonul să funcționeze pe rețelele GSM și WCDMA, să dispună de 2 GO de memorie RAM, de un ecran tactil WVGA (1280x720 px) de 12,192 cm (4,8 inch), GPS asistat, cameră principală de 8 megapixeli și cameră secundară de 2 megapixeli.

## Caracteristici
Telefonul are un ecran Super AMOLED de 4,8 inchi, o cameră „inteligentă” de 8 megapixeli
, o baterie 2100 mAh, având o grosime de 8,6 mm și o masă de 133 g, fiind prezentat ca „inspirat din natură”. Suzi Perry, gazda evenimentului The Gadget Show și a conferinței Samsung, l-a înaintat sub sloganul „Te vede, te ascultă și te înțelege”. Telefonul a fost lansat pe piață la sfârșitul lunii mai 2012 în 145 de țări în versiunea 3G, în timp ce modelul 4G a debutat în vară. De asemenea, acesta recunoaște vocea și poate să răspundă la comenzi precum: „trezește-te”, „vremea în Londra” sau „redă muzică”.
Prin tehnologia SmartStay, telefonul se aprinde când este privit de către utilizator și se stinge când acesta închide ochii, folosind pentru aceasta camera frontală. Tehnologia de recunoaștere îmbunătățită a vocii se numește S Voice. Există cinci metode personalizate de aprindere a telefonului, precum „Bună Galaxy”. În cazul scrierii unui SMS, dacă telefonul este pus la ureche, se va face un apel direct către persoana căreia îi este adresat mesajul.